# Cappuccini (Sassari)
Cappuccini (in sassarese: Li Cappuccini) è un signorile quartiere residenziale in stile Liberty situato nel centro di Sassari, in Sardegna. Deve il suo nome alla presenza del convento e della chiesa dei frati cappuccini, situati nella parte più alta del quartiere. Nel piazzale antistante il convento hanno sede il Conservatorio di musica "L. Canepa" e, dal 2009, il nuovo Teatro Comunale di Sassari, uno dei più grandi della Sardegna.